# Zofia Giętkowska
Zofia Giętkowska (ur. 10 lipca 2002) – piłkarka nożna występująca na pozycji pomocnika.

## Kariera klubowa

### UKS SMS Łódź
W 2019 roku zadebiutowała w kobiecej Ekstralidze, grając w barwach UKS SMS Łódź. 

### Sportis KKP Bydgoszcz
W sierpniu 2019 roku przeniosła się do Sportis KKP Bydgoszcz. W barwach Bydgoszczy pierwszego gola zdobyła 14 września w 43' minucie przegranego meczu z Mitechem Żywiec. W tym samym sezonie zdobyła także bramkę w październikowym meczu przeciwko AZS PWSZ Wałbrzych. W sezonie 2020/2021 była jedną z dwóch piłkarek, które pojawiły się w każdym meczu Ekstraligi.

### Górnik Łęczna
1 października 2021 roku nawiązała kontrakt z Górnikiem Łęczna. Pierwszą bramkę w drużynie Górnika zdobyła w 90' minucie październikowego meczu przeciwko Medykowi Konin.

### Pogoń Szczecin
14 października 2022 roku przeszła do Pogoni Szczecin. W sezonie 2022/2023 zdobyła dwie bramki. W lipcu 2023 roku przedłużyła kontrakt z Pogonią do końca 2024 roku. Po raz pierwszy w sezonie 2023/2024 pojawiła się zremisowanym meczu z Czarnymi Sosnowiec zmieniając w 65' minucie Karolinę Łaniewską. Pierwszą bramkę w sezonie zdobyła w wygranym meczu przeciwko Górnikowi Łęczna. Ponownie strzeliła bramkę w listopadowym meczu przeciwko Pogoni Tczew. W marcu 2024 roku ponownie zdobyła bramkę w wygranym meczu przeciwko UJ Kraków. 4 bramkę w sezonie Ekstraligi zdobyła w wygranym meczu z Górnikiem Łęczna. Razem z Pogonią Szczecin, w czerwcu 2024, zdobyła mistrzostwo 22. kolejki Orlen Ekstraligi. Było to pierwsze w historii zwycięstwo Pogoni w lidze. Łącznie w sezonie 2023/2024 rozegrała 19 spotkań zaliczając 4 gole. 17 lipca 2024 roku podpisała kontrakt z Pogonią przedłużając swoją grę do końca sezonu 2024/2025.

## Sukcesy

### Klubowe

#### Pogoń Szczecin
- Mistrzostwo Orlen Ekstraligi: 2023/2024[9]